# Mytilisme
Le mytilisme est une intoxication causée par l'ingestion de moules. Il existe plusieurs types de mytilisme :

## Mytilisme amnésiant de type ASP
Le mytilisme amnésiant, ou intoxication par les fruits de mer (IAFM, ou amnesic shellfish poisoning, ASP) est provoqué par des diatomées du genre Pseudo-nitzschia sp. Parmi la quarantaine d'espèces de ce genre, une douzaine sont toxiques. Sur le littoral français, plusieurs espèces sont considérées comme toxiques : P. multiseries, P. pseudodelicatissima, P. seriata, P. australis et P. calliantha.

## Mytilisme neurotoxique (NSP)
Le mytilisme neurotoxique (neurotoxic shellfish poisoning, NSP) est provoqué par la pullulation de dinoflagellés de genre Gymnodinium qui produisent des brévétoxines qui s'accumulent dans la chair des bivalves. Ce type de mytilisme, essentiellement décrit dans le Golfe du Mexique et en Nouvelle-Zélande se manifeste par des symptômes proches du ciguatera, avec des troubles digestifs toujours présents, bradycardie, ataxie cérébelleuse et des troubles de la sensibilité.